# Élodie Yung

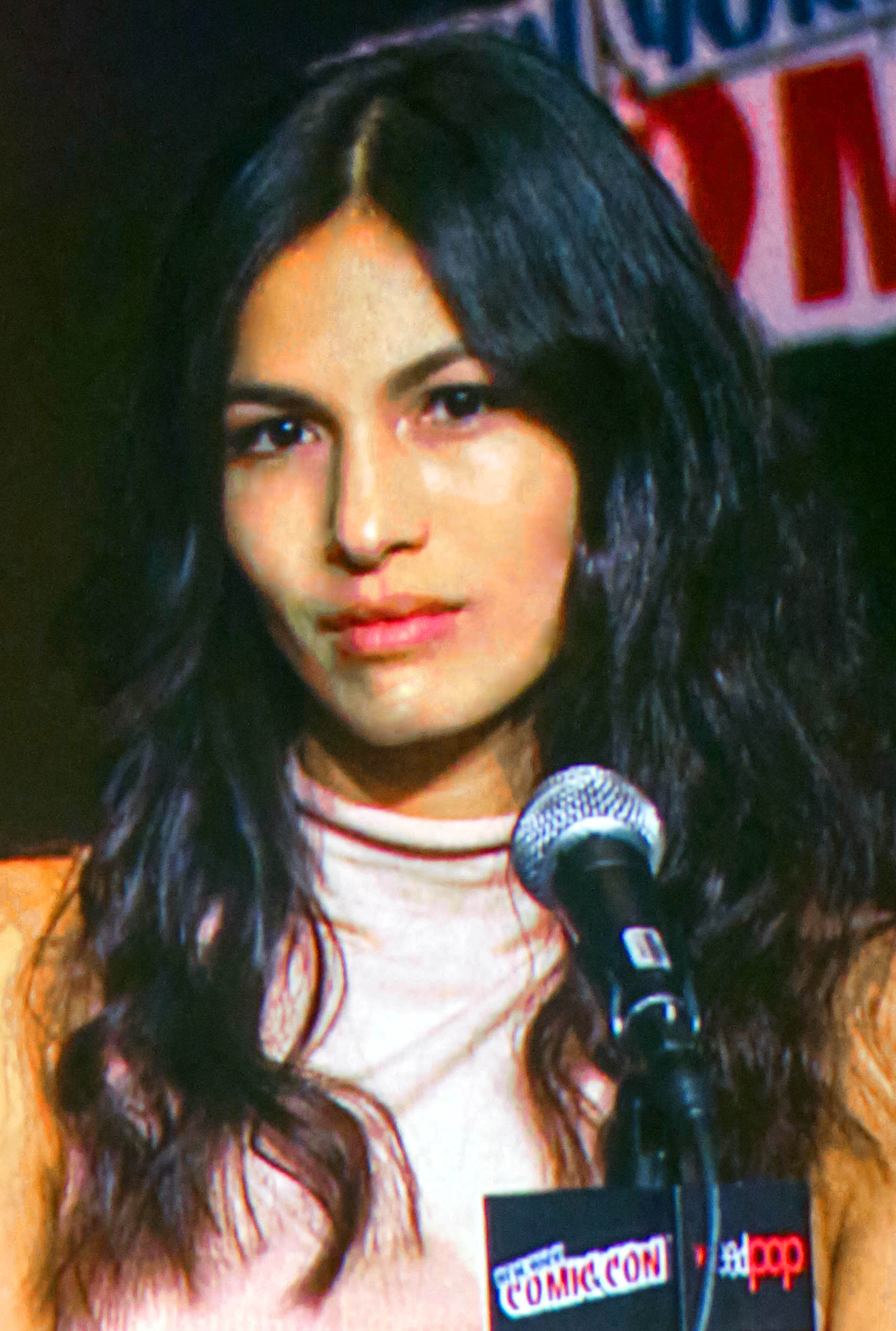
Elodie Yung (2015)

Élodie Yung (ur. 22 lutego 1981 w Paryżu) – francuska aktorka, która wystąpiła m.in. w roli Elektry Natchios w serialach Daredevil i Defenders.

## Wybrana filmografia

### Filmy
| Rok  | Tytuł                                           | Rola              | Uwagi           |
| ---- | ----------------------------------------------- | ----------------- | --------------- |
| 2004 | Yamakasi 2: Synowie wiatru                      | Tsu               |                 |
| 2007 | Fragile(s)                                      | Isa               |                 |
| 2008 | Home Sweet Home                                 | Marie-Jo          |                 |
| 2009 | 13 Dzielnica – Ultimatum                        | Tao               |                 |
| 2009 | Little Wenzhou                                  | Su                | film TV         |
| 2010 | Opération Casablanca                            | Isako             |                 |
| 2010 | Let Her                                         | Kobieta           | krótkometrażowy |
| 2011 | Dziewczyna z tatuażem                           | Miriam Wu         |                 |
| 2013 | G.I. Joe: Odwet                                 | Jinx              |                 |
| 2014 | Still                                           | Christina         |                 |
| 2014 | Believe                                         | Żona Murraya      | krótkometrażowy |
| 2015 | Narcopolis                                      | Eva Gray          |                 |
| 2016 | Bogowie Egiptu                                  | Hathor            |                 |
| 2017 | Bodyguard Zawodowiec                            | Amelia Roussel    |                 |
| 2020 | Tajne Stowarzyszenie Królewskich Sióstr i Braci | królowa Catherine |                 |

### Seriale telewizyjne
| Rok       | Tytuł                 | Rola               | Uwagi       |
| --------- | --------------------- | ------------------ | ----------- |
| 2002–2003 | La vie devant nous    | Jade Perrin        | 30 odcinków |
| 2005–2007 | Mademoiselle Joubert  | Fanny Ledoin       | 3 odcinki   |
| 2006–2010 | Les Bleus             | Laura Maurier      | 29 odcinków |
| 2007      | Sécurité intérieure   | Joséphine          | miniserial  |
| 2016      | Of Kings and Prophets | Rizpah             | 1 odcinek   |
| 2016      | Daredevil             | Elektra Natchios   | 10 odcinków |
| 2017      | Defenders             | Elektra Natchios   | 8 odcinków  |
| 2019      | Night Zookeeper       | Guardian of Orange | miniserial  |
| 2022      | The Cleaning Lady     | Thony              | gł. rola    |